# Алмансил
Алмансил (порт. Almancil) — невелике місто, порт і однойменний район (фрегезія) на півдні республіки Португалія.

## Історія
Про існування поселення в роки давньоримської колонізації місцевості відомостей нема. На новому історичному етапі місцевість входила у склад арабського емірата Ньєбла. Топоним «Almancil» залишився з тої пори і походить від арабського слова «Mansil» — «садиба», «великий будинок». Арабське поселення було розташоване на колишньому торговельному шляху між містами Алгарве та Андалусія. Ймовірно тут був колись постоялий двір для перехожих і мандрівних купців.
На початку 21 століття поселення і передмістя перетворені на курорт з теплим середземноморським кліматом цілорічно. В поселенні діть декілька ресторанів і кафе. заклад з продажу будівель, крамниці тощо.

## Географія
Портове місто розташоване на узбережжі Атлантичного океану. Входить у економіко-статистичний субрегіон Алгарве. Площа міста Алмансил становить 62,69 км².

## Населення
Населення становить 8795 осіб на 2001 рік.

## Церква Сан Лоренсо
Церква Сан Лоренсо, шедевр провінційного бароко Португалії 17-18 століть. Церква розташована на східному боці поселення неподалік від цвинтаря. Архітектор споруди невідомий. Однонавна, кам'яна, вибілена крейдою ззовні. Має бічні каплиці та ризницю. Над ризницею в північного боку споруди височить дзвіниця. Сходи розташовані ззовні довгою смугою і спираються на додатковий мур і північну стіну самої церки. Даху над сходами нема. Біле тло стін храму прикрашене лише пишними порталами.
Родзинкою провінціальної церкви Сан Лоренсо став декор з кольорових кахлів, котрі відомі в Португалії як азулежу. Синьо-білі кахлі—азулежу вкривають усі чисто стіни і стелі церкви. Бічні мури в інте'єрі розділені аркадою, в нішах котрої розташовані картини-сцени з житія Св. Лоренсо, виконані розписами кобальтом на кахлях. Декор із синьо-білих кахлів доповнює золочене дерево головного вівтаря храму, ствоюючи дивовижну картину барокового інтер'єру, гідного прикрасити і столичну церкву. Хоча засоби декорування церкви важко назвати коштовними. позаяк використані дешеві матеріали. Над головним вівтарем — невеликий підбанник і баня, в інтер'єрі теж вкриті кольоровими кахлями з архітектурним декором і орнаментами.

## Галерея вибраних фото

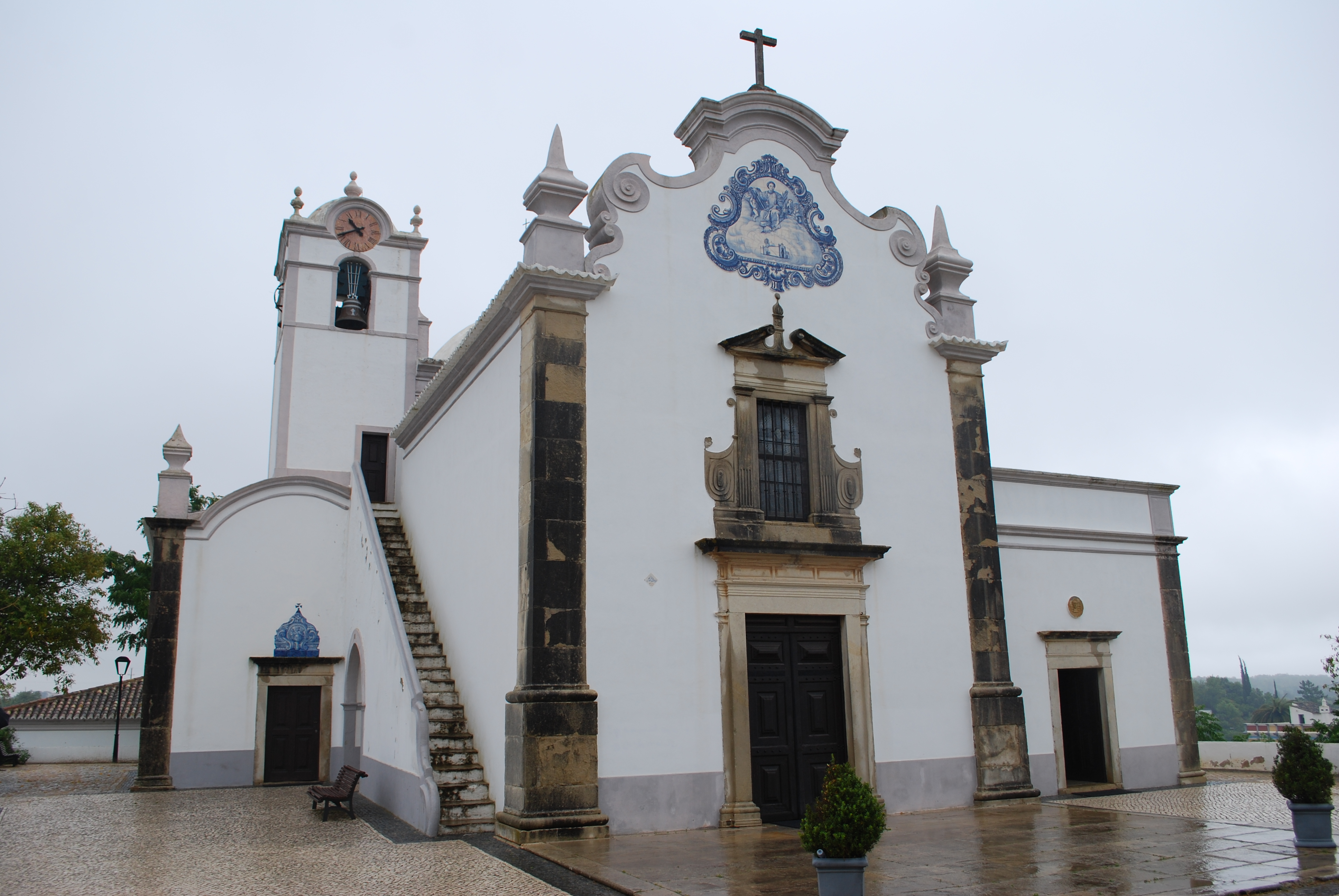
Церква Сан Лоренсо, головний вхід.
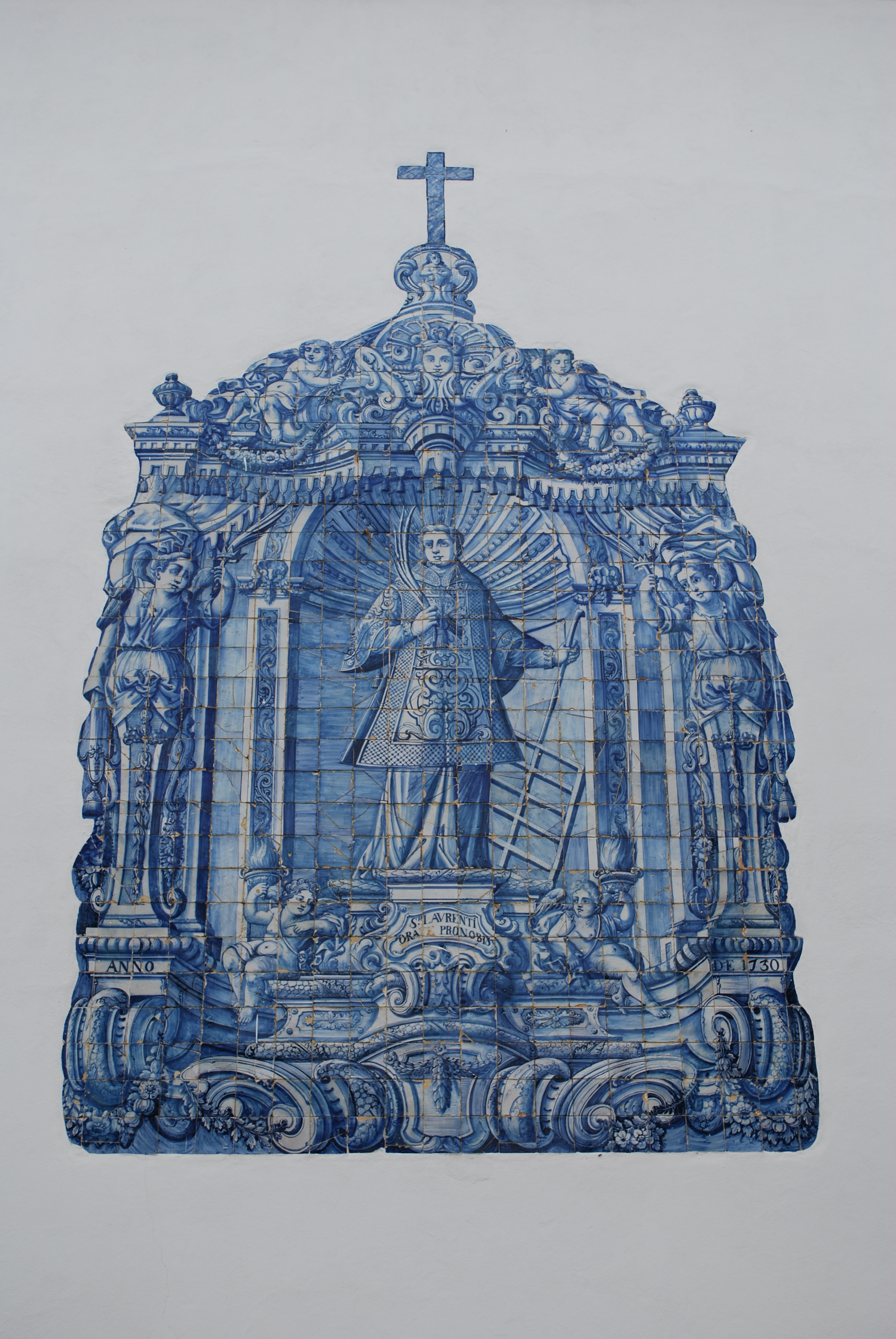
Наріжне панно церкви з зображенням Св. Лоренсо.
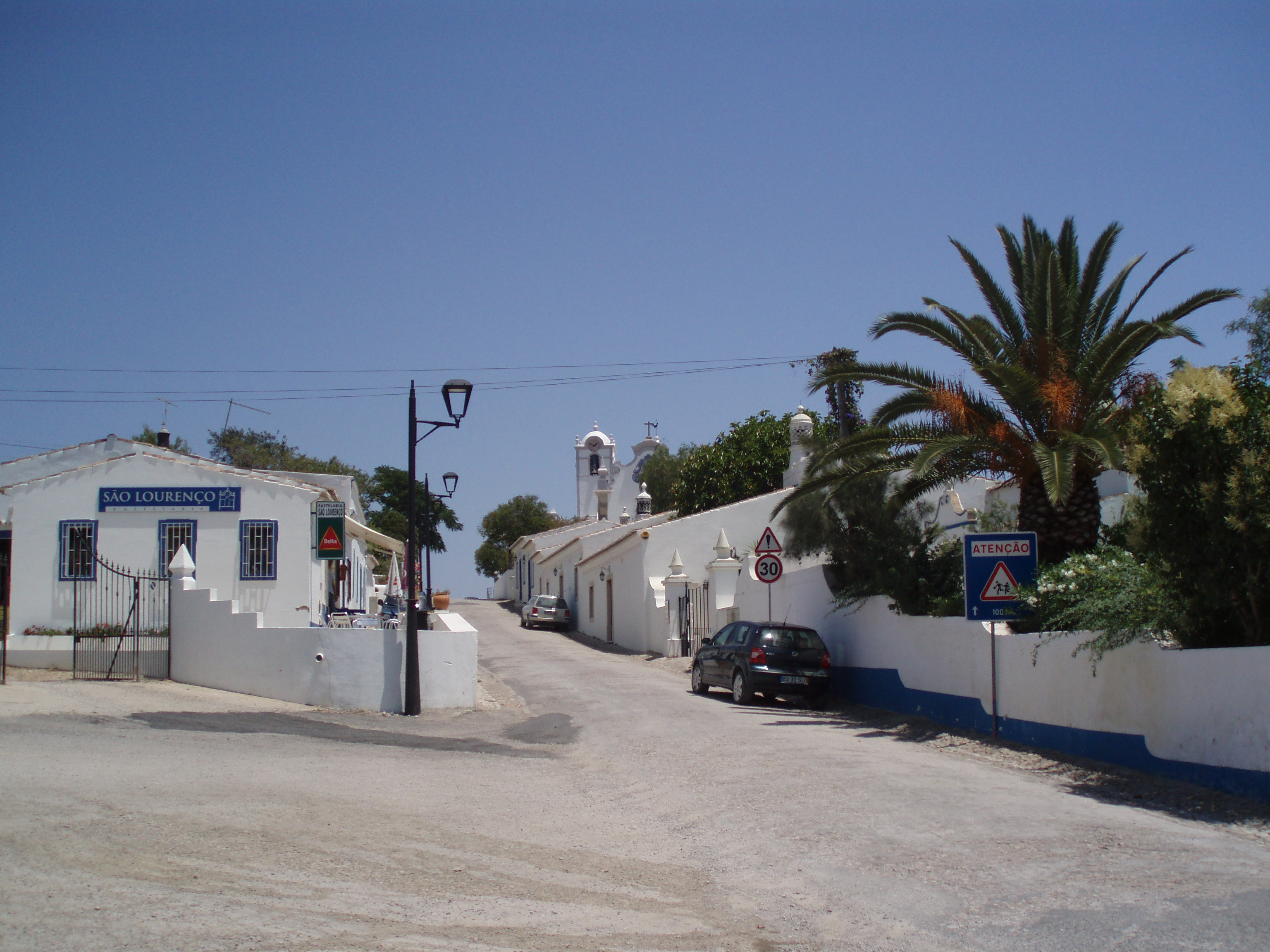
Вуличка провінційного Алмансила.
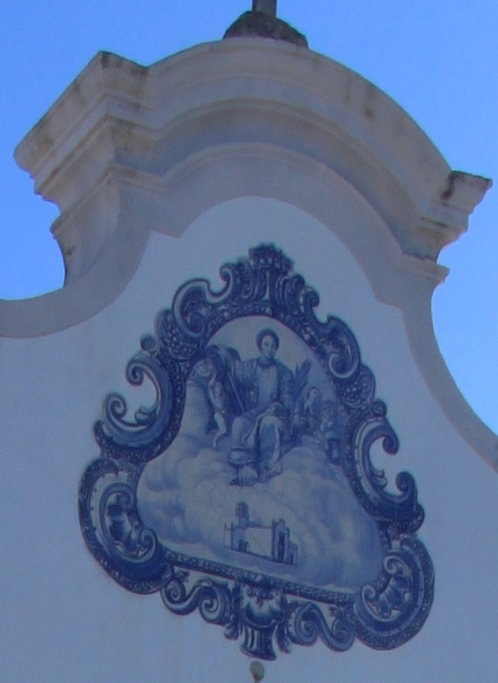
Головний фасад з фігурним фронтоном і сюжетним панно азулежу.
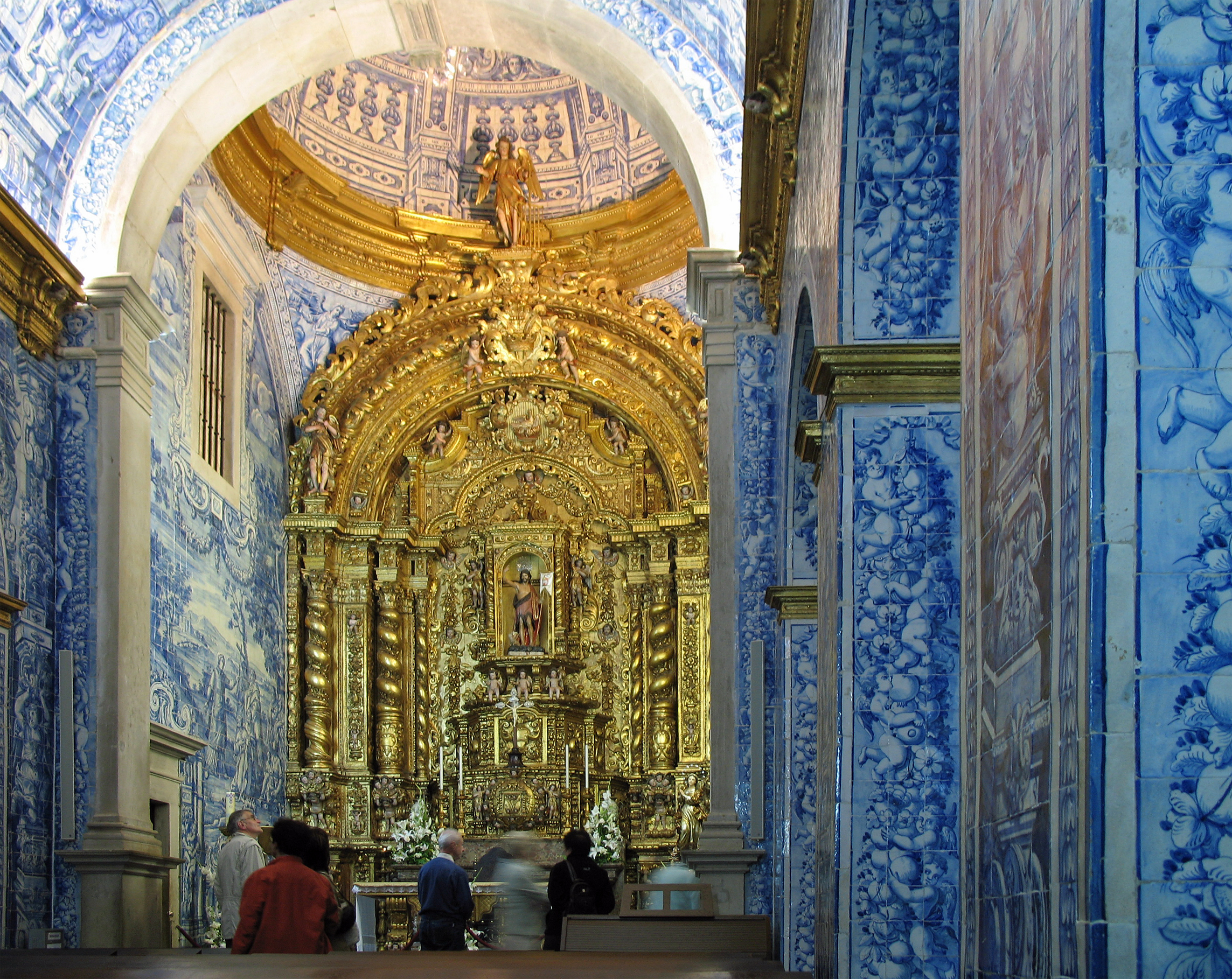
Церква Сан Лоренсо, головний вівтар, фото 2013 року